# Bulcsú
Bulcsú (? - Ratyzbona, 955), horka, był w węgierskim związku plemiennym trzecim pod względem ważności dostojnikiem w połowie X w. Postać największego formatu w okresie wypraw łupieżczych. Zjednoczył pod swoim dowództwem siły wielu plemion węgierskich. Wraz z Tormásem, wnukiem księcia Arpada uczestniczył w poselstwie do cesarza bizantyjskiego Konstantyna VII Porfirogenety, który właśnie wtedy uzyskał informacje na temat stosunków panujących w ówczesnych Węgrzech. W 955 r. po klęsce na Lechowym Polu został stracony wraz Lehelem w Ratyzbonie.

## Pochodzenie
O czasie jego narodzin nie wiadomo nic. Według wiarygodnej informacji Konstantyna Porfirogenety, jego ojcem był Kàl, który również posiadał tytuł horki. W odróżnieniu od rodu Tormàsa, cesarz nie wymienia jego wstępnych, co pozwala przypuszczać, że jego ojciec był pierwszym w rodzie, który posiadał ten tytuł. Na początku XIII w. Anonymus określa Bulcsú jako syna Bogáta. Twierdzenie to, szczególnie w porównaniu z informacjami Konstantyna, wydaje się niewiarygodne, ponieważ Bogát, prowadzący w 921 r. wojska do Włoch, w rzeczywistości żył jedno pokolenie wcześniej. 
Od Szymona z Keza, węgierskiego kronikarza z XIII w. pochodzi istotna opinia na temat imienia Vérbulcsú (Krwawy Bulcsú): według niego jego dziadka zabili Niemcy w bitwie pod Krimhild i stąd wywiódł naukę, że powinien być zły. Wielu Niemców upiekł na rożnie i podobno był względem nich tak okrutny, że pijał ich krew jak wino. Anonymus nazywa Bulcsú "krwawym człowiekiem".

## Miejsce osiedlenia
Szymon z Keza pisze, że "Krwawy Bulcsú zgodnie z tradycją zajął region Zala w okolicy jeziora Balaton". XIV wieczna kronika, która podobnie do "Gesty" Szymona z Keza, bazuje na wcześniejszych dziełach historycznych, nazywa Bulcsú "siódmym kapitanem" Węgrów zajmujących nową ojczyznę, który według wieści rozbił swe namioty w okolicy Balatonu. Nie można jednoznacznie stwierdzić, czy opisy te zachowały ustną tradycję, czy też przeniosły we wcześniejsze czasy posiadłości rodu  Krwawego Bulcsú (Lád) w komitatach Zala i Veszprém. Region Zala nie leżał daleko ani od Bizancjum, ani od granic krajów zachodu, Bulcsú prowadził jednak aktywną politykę w obu kierunkach.

## Poselstwo do Bizancjum
W 948 r. udał się na czele poselstwa do Bizancjum. Tam został ochrzczony (ok. 947-950 r.). Cesarz nazwał go "miłym synem" i nagrodził rangą patrycjusza i złotym łańcuchem.

## Wyprawy na zachód

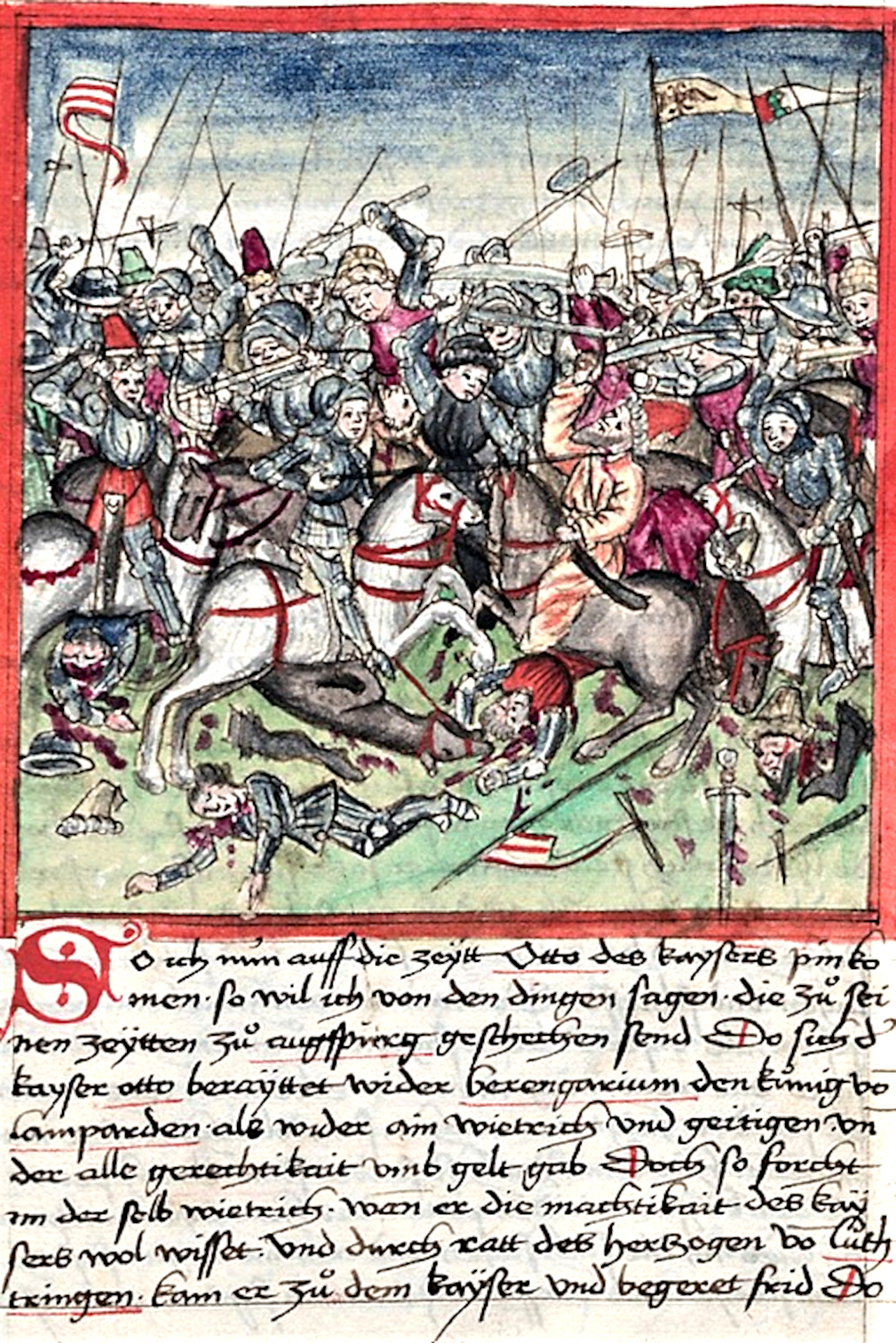
Bitwa na Lechowym Polu w 955 r. Ilustracja Hektora Mülicha z 1457 r. do dzieła Sigismunda Meisterlina opisującego dzieje Norymbergi

Prawdopodobnie wielokrotnie prowadził wyprawy na ziemie niemieckie i zmuszał ich mieszkańców do płacenia trybutu. 
W roku 954 zbuntowało się przeciwko królowi niemieckiemu Ottonowi I Wielkiemu pod dowództwem jego syna Ludolfa i zięcia Konrada Czerwonego wielu niemieckich arystokratów. Buntownicy zwrócili się o pomoc do Węgrów, którym już od pięciu lat brakowało łupów i którzy w nadziei na odnowienie trybutów wysłali wojsko pod dowództwem horki Bulcsú. Zbuntowani książęta w ostatniej chwili się rozmyślili i wysłali Bulcsú za Ren, a sami natomiast złożyli hołd królowi. W 955 r. zbuntowali się panowie bawarscy, ponownie prosząc o węgierską pomoc, która przybyła pod dowództwem Bulcsú, Lehela i Súra. Armia węgierska poniosła druzgocącą klęskę w bitwie nad rzeką Lech pod Augsburgiem, a wracających do kraju wodzów ujęto i powieszono w Ratyzbonie. 
Według bizantyjskiego historyka Jana Skylitzesa król Otton wbił Bulcsú na pal, ale według późniejszych informacji Widukinda i Gerharda z Augsburga powiesił go książę bawarski Henryk I Ludolfing. 
Z całej armii – według legend – tylko siedmiu okaleczonych węgierskich żałobników" (gyászmagyarok) dotarło do ojczyzny. Niemiecka strona również poniosła krwawe straty (w walkach zginęła większość biskupów i książąt). W rzeczywistości po bitwie wytworzyła się na całe dziesięciolecia sytuacja patowa. Ani Węgrzy nie podejmowali wypraw na zachód, ani Niemcy wypraw przeciwko Węgrom, co może oznaczać, że druzgocąca klęska była wielką przesadą kronikarzy. Tak samo jak legenda o rogu Lehela.

## Literatura
- Kubinyi Tamás – Pörzse Sándor: Bulcsu (Pytheas, 2008) ISBN 978-963-9746-53-4

## Źródła zewnętrzne
- Kristó Gyula: Kik és hányan voltak a honfoglaló magyar vezérek?